# لافایت (کلرادو)
لافایت (به انگلیسی: Lafayette) شهری در ایالت کلرادو کشور ایالات متحده آمریکا است که جمعیت آن در سرشماری سال ۲۰۱۰ میلادی، ۲۴٬۴۵۳ نفر بوده‌است.